# FX ザ・シリーズ
『F/X ザ・シリーズ』（原題：F/X: The Series）は、1996年9月9日から1998年5月25日に渡り、アメリカで放映されたサスペンスアクションドラマ。1986年の映画『F/X 引き裂かれたトリック』のテレビシリーズ版。
日本では1997年に販売用ビデオとレンタルビデオで一部のエピソードを先行して視聴できたが、1998年以降全国の地上波放送局とAXNで放映された。

## 登場人物
ローランド・"ロリー"・タイラー（Roland 'Rollie' Tyler）
演：キャメロン・ダッド（Cameron Daddo）、吹替：石丸博也
レオ・マッカーシー（Leo McCarthy）
演：ケビン・ダブソン（Kevin Dobson）、吹替：菅生隆之
ルシンダ・スコット（Lucinda Scott）
演：キャリー＝アン・モス（Carrie-Anne Moss）、吹替：塩田朋子
アンジェラ・"アンジー"・ラミレス（Angela 'Angie' Ramirez）
演：クリスティナ・コックス（Christina Cox）、吹替：伊倉一恵

## スタッフ
- 製作総指揮 - スティーヴン・ダウニング、ジェイ·ファイアストン
- 製作 - ライシャー・エンターテイメント、ファイアワークス・エンターテイメント
- 放映 - 米国CBS

## 日本語版制作スタッフ
- 演出 - 松川陸
- 翻訳 - 久保喜昭［1・2］、永松真理［3-］

## エピソードリスト
アメリカで放送された順番に記載。

### シーズン1
| 各話 | 邦題             | 原題              | 放送日         |
| ---- | ---------------- | ----------------- | -------------- |
| 1    | 新たなる罠       | THE ILLUSION      | 1996年9月9日   |
| 2    | タイム・アウト   | ZERO HOUR         | 1996年9月16日  |
| 3    | パワー・プレイ   | HIGH RISK         | 1996年9月23日  |
| 4    | 仕組まれた復讐   | PAY BACK          | 1996年9月30日  |
| 5    | 失われたリング   | THE RING          | 1996年10月7日  |
| 6    | 消去             | DINGO             | 1996年10月14日 |
| 7    | 迷宮からの使者   | WHITE LIGHT       | 1996年10月21日 |
| 8    | 強行突破         | THE BROTHERHOOD   | 1996年10月28日 |
| 9    | 重要参考人       | FRENCH KISS       | 1996年11月4日  |
| 10   | 赤い陰謀         | EYE OF THE DRAGON | 1996年11月11日 |
| 11   | ターゲット       | TARGET            | 1996年11月18日 |
| 12   | 偽札コネクション | SUPERNOTE         | 1996年11月25日 |
| 13   | 殺意の劇場       | MEDEA             | 1997年1月20日  |
| 14   | 土壇場の賭け     | SHIVAREE          | 1997年1月27日  |
| 15   | ジェミニの刻印   | GEMINI            | 1997年2月3日   |
| 16   | ダブルイメージ   | DOUBLE IMAGE      | 1997年2月10日  |
| 17   | カメレオン       | QUICKSILVER       | 1997年2月17日  |
| 18   | 一網打尽         | GET FAST          | 1997年4月21日  |
| 19   | シャットアウト   | BAD INFLUENCE     | 1997年4月28日  |
| 20   | 暗号             | REUNION           | 1997年5月5日   |
| 21   | 騙しのシナリオ   | SCRIPT DOCTOR     | 1997年5月12日  |

## 日本での放映
- シーズン2は未放映。

## 販売&レンタルビデオ
- F/X THE ILLUSION 新たなる罠（字幕版・日本語吹替版）
- F/X THE SERIES VOL.1 ファースト・トリック（字幕版・日本語吹替版）
- F/X THE SERIES VOL.2 セカンド・トリック（字幕版・日本語吹替版）
- F/X THE SERIES VOL.3 サード・トリック（字幕版・日本語吹替版）
- F/X THE SERIES VOL.4 ラスト・トリック（字幕版・日本語吹替版）